# Bryophaenocladius angustus
Bryophaenocladius angustus är en tvåvingeart som först beskrevs av Freeman 1961.  Bryophaenocladius angustus ingår i släktet Bryophaenocladius och familjen fjädermyggor.
Artens utbredningsområde är Madagaskar. Inga underarter finns listade i Catalogue of Life.